# Lavalle (departamento de Corrientes)
Lavalle é um departamento da Argentina, localizado na província de Corrientes. Possuía, em 2019, 33.216 habitantes.